# ピャチゴルスク

ピャチゴルスク市の紋章

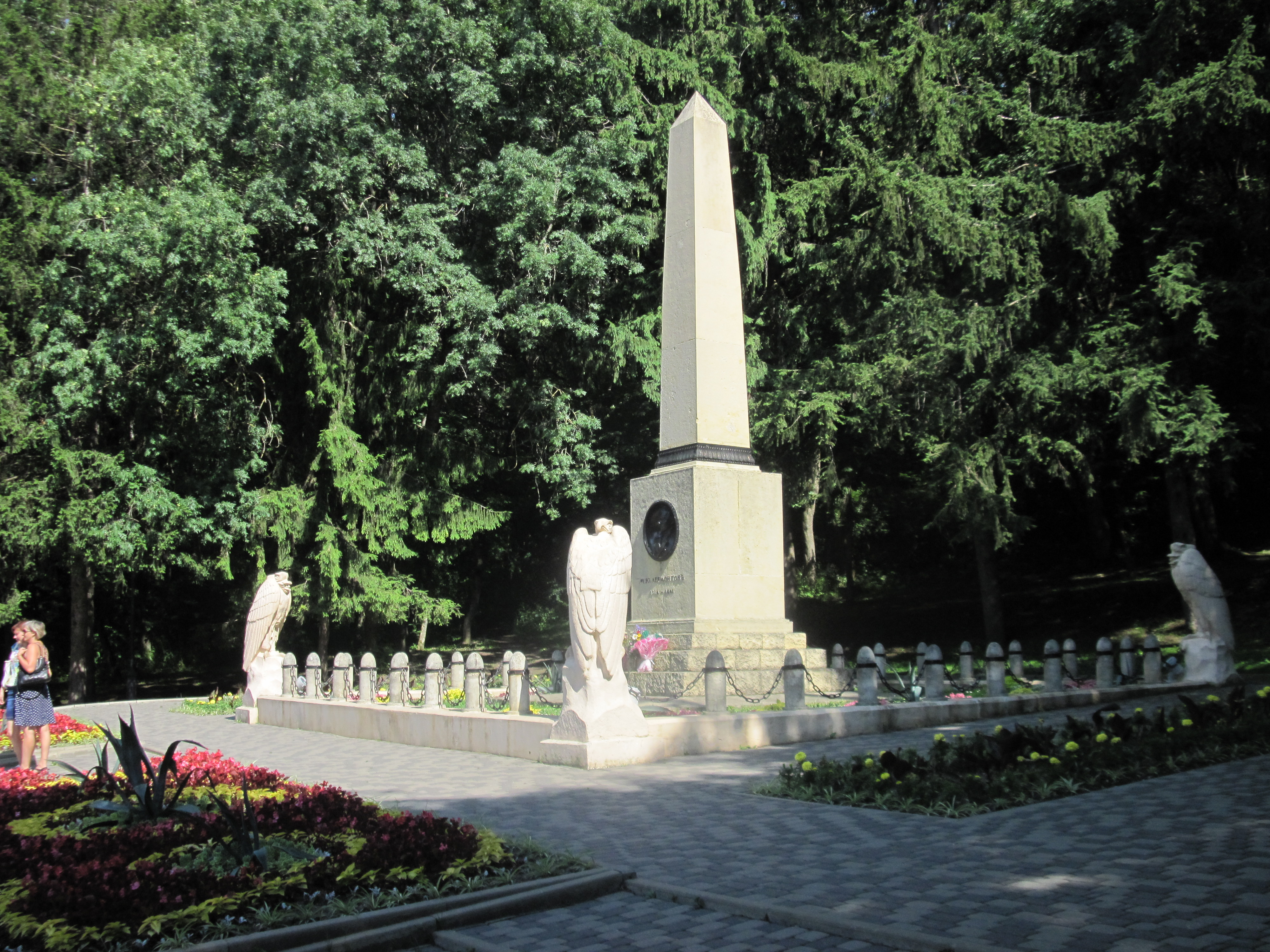
ミハイル・レールモントフの決闘の地にある記念碑

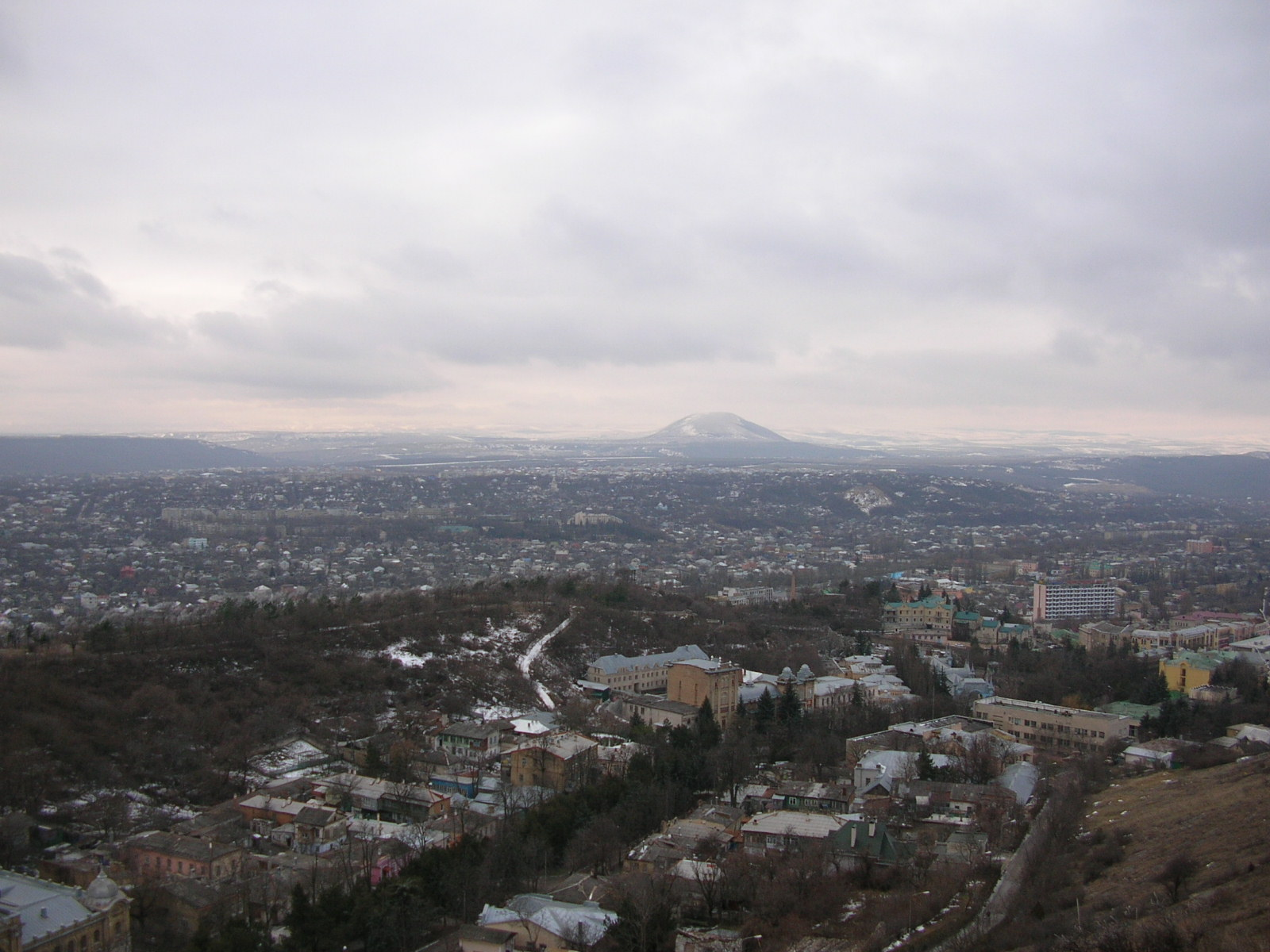
ピャチゴルスク市全景

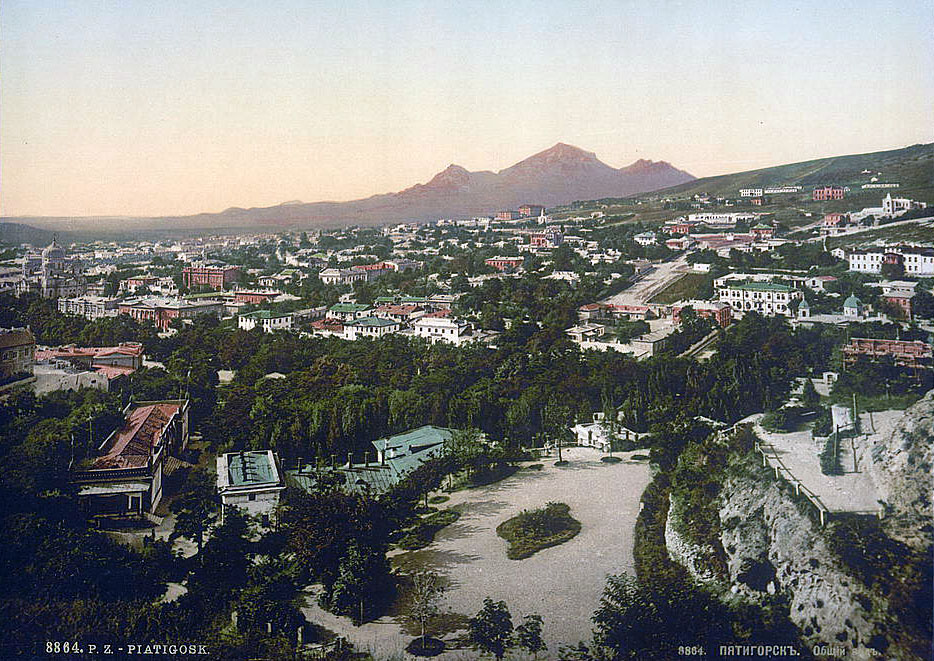
19世紀末のピャチゴルスクのリゾート。奥に見えるギザギザの山が「5つの山」を意味するベシュ・タウ山

ピャチゴルスク（ロシア語: Пятиго́рск、ラテン文字転写：Pyatigorsk、アディゲ語: Псыхуабэ）は、北コーカサスに位置する、ロシア連邦スタヴロポリ地方の都市。人口は14万6473人（2021年）。ピャチゴルスクには北カフカース連邦管区の本部が置かれており大きな行政機関の建物が多い。
1780年、現在のピャチゴルスク付近にコンスタンティノゴルスク要塞が建設されたのにともない集落がつくられ、はじめ「熱い水」を意味するゴリャチェヴォツク（Горячеводск, Goryachevodsk）と呼ばれた。1803年に温泉が発見されて後、保養地として発展した。現在はホテルやスパ施設、温泉療法学の研究所が立地している。

ミハイル・レールモントフは何度もピャチゴルスクを訪れたが、1841年7月27日（旧暦で7月15日)にここで行われた決闘で命を落とした。

## 歴史
14世紀のイスラム世界の旅行者イブン・バットゥータの著書に、この地にある温泉についての最古の記述がみられる。1780年、ロシア帝国はこの地にコンスタンティノゴルスク要塞を築き、北カフカスの温泉や鉱泉に対する関心が高まった。コンスタンティノゴルスク要塞のそばには「熱い水」を意味するゴリャチェヴォツク（現在のピャチゴルスクの一部）という村が作られた。
1803年4月24日、皇帝アレクサンドル1世は温泉を国有資産とする勅令を発し、ゴリャチェヴォツクにスパリゾートの建設が始まり、温泉に対する医学的調査も進んだ。北カフカスでは温泉の周辺に集落建設が相次いだ。マシュク山のふもとのゴリャチェヴォツクのほか、キスロヴォツク、エセントゥキ、ジェレズノヴォツクといったリゾート都市が相次いで建てられた。これらの都市にある温泉は、カフカス鉱泉と総称される。ゴリャチェヴォツクは1830年に、カラチャイ人・バルカル人の言葉で「5つの山」を意味するベシュ・タウ山にちなみ、「5つの山」を意味するピャチゴルスクに改名された。
第二次世界大戦（大祖国戦争）時には、1942年にドイツ軍に占領され、アインザッツグルッペンDのアインザッツコマンド12がピャチゴルスクに本拠を置き、この地域における多くのユダヤ人を殺害した。1943年1月11日に赤軍により奪還された。
ソ連崩壊後、1994年にピャチゴルスク及び周辺の都市には特別経済地区が作られた。1997年4月28日には、チェチェン分離独立派とみられるテロリストによる爆弾が駅で爆発し、2人が殺され17人が負傷した。

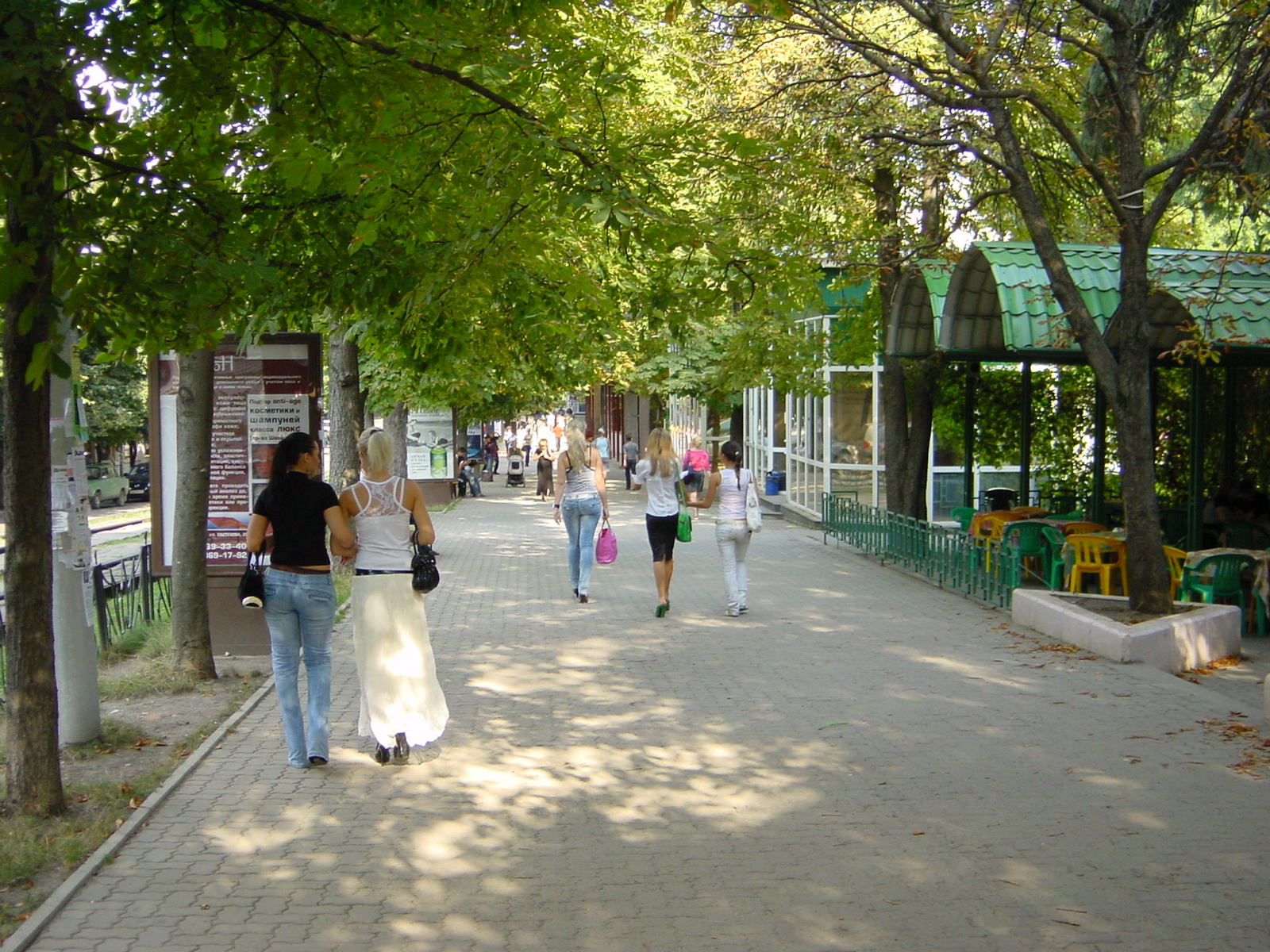
キーロフ大通りの散策路
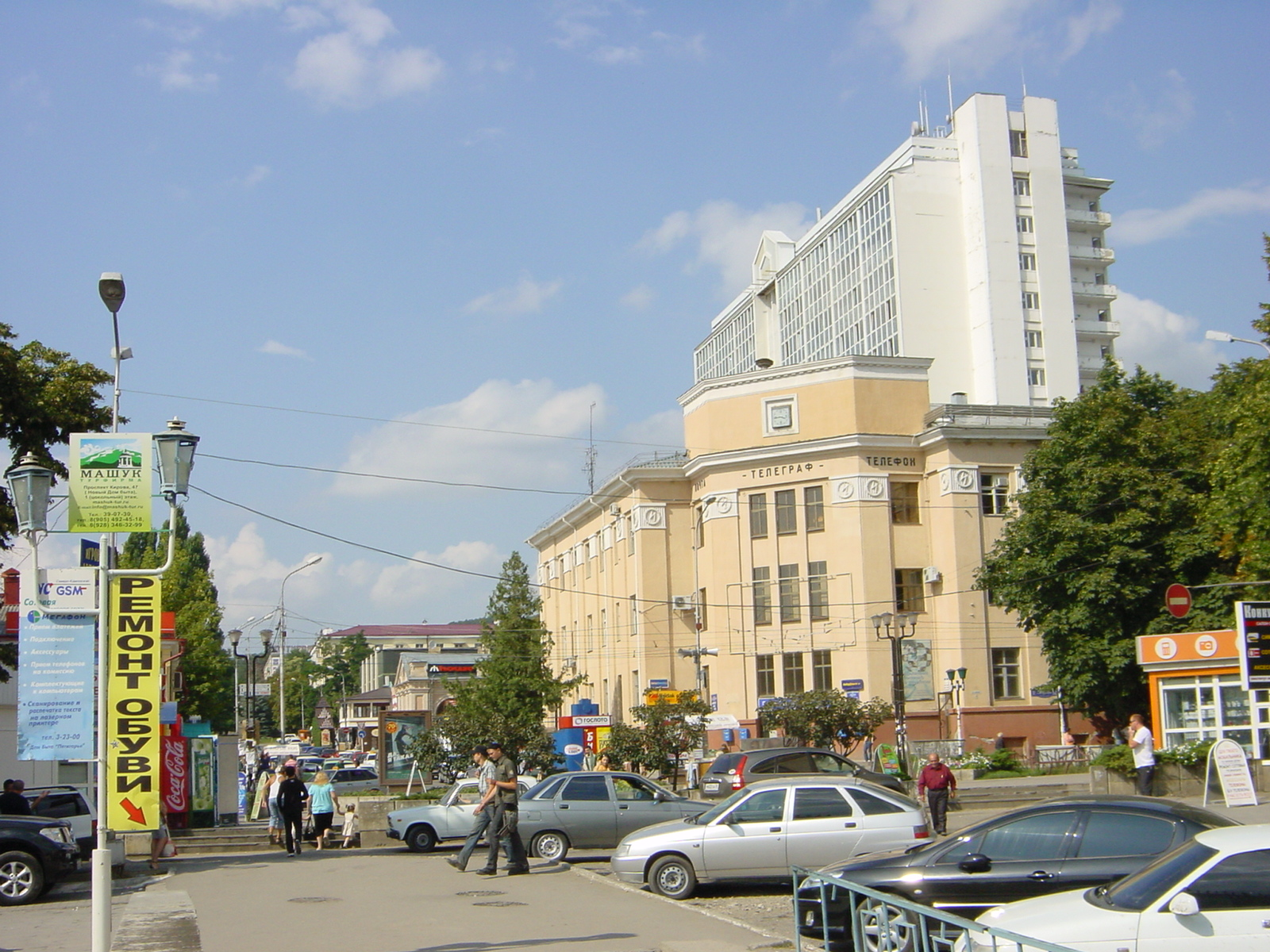
キーロフ大通りの郵便局
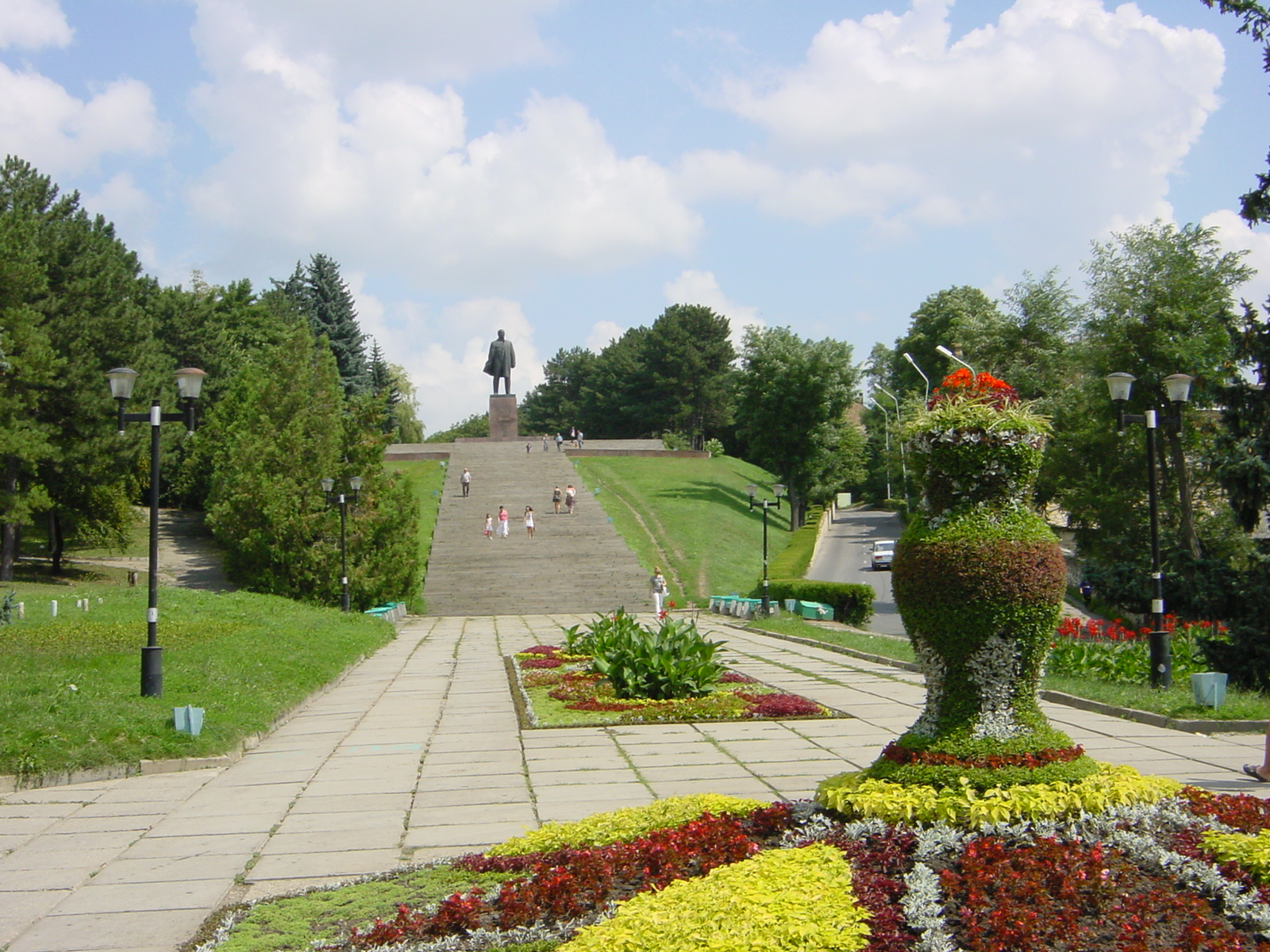
レーニン像
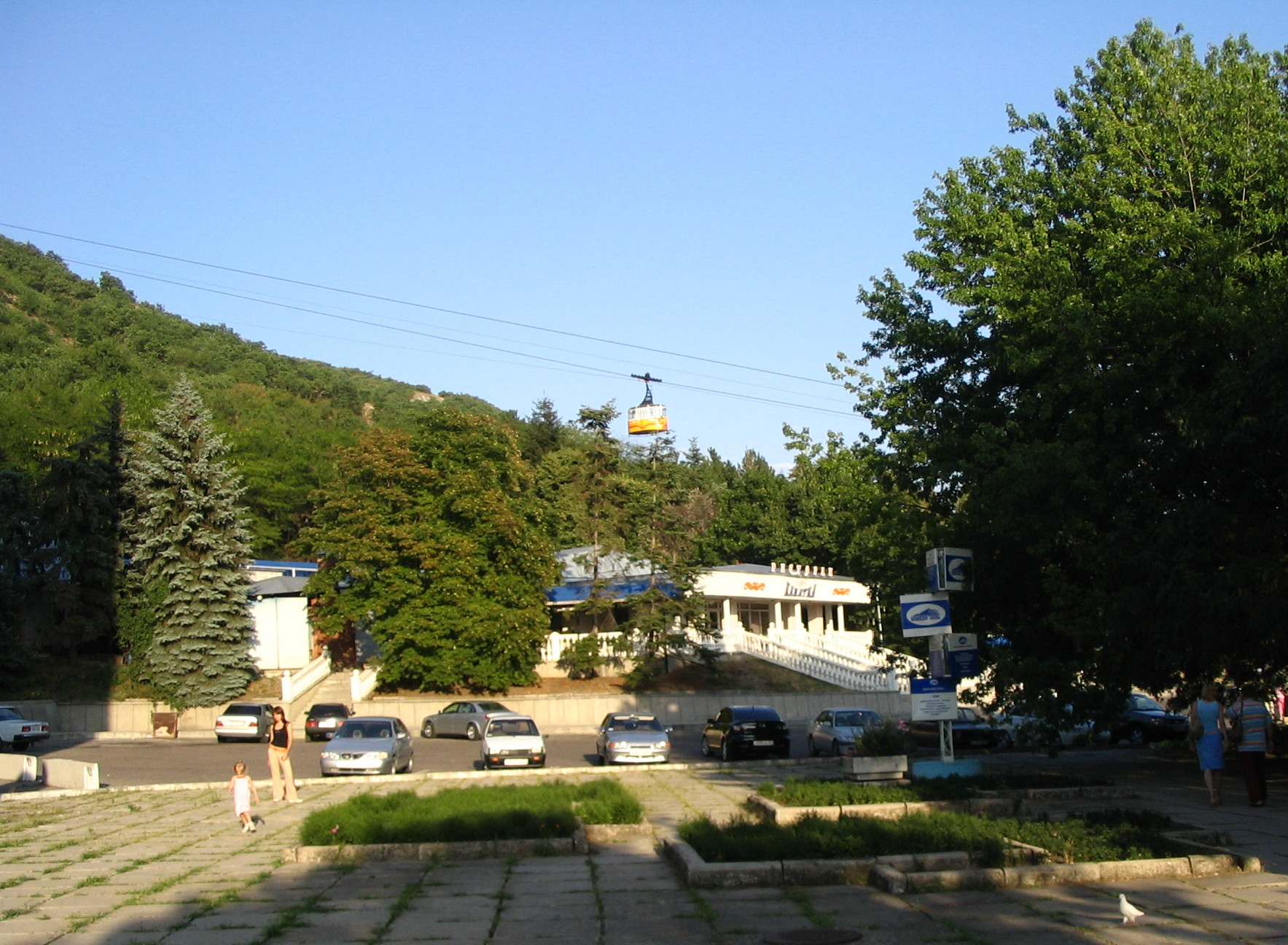
マシュク山のロープウェー
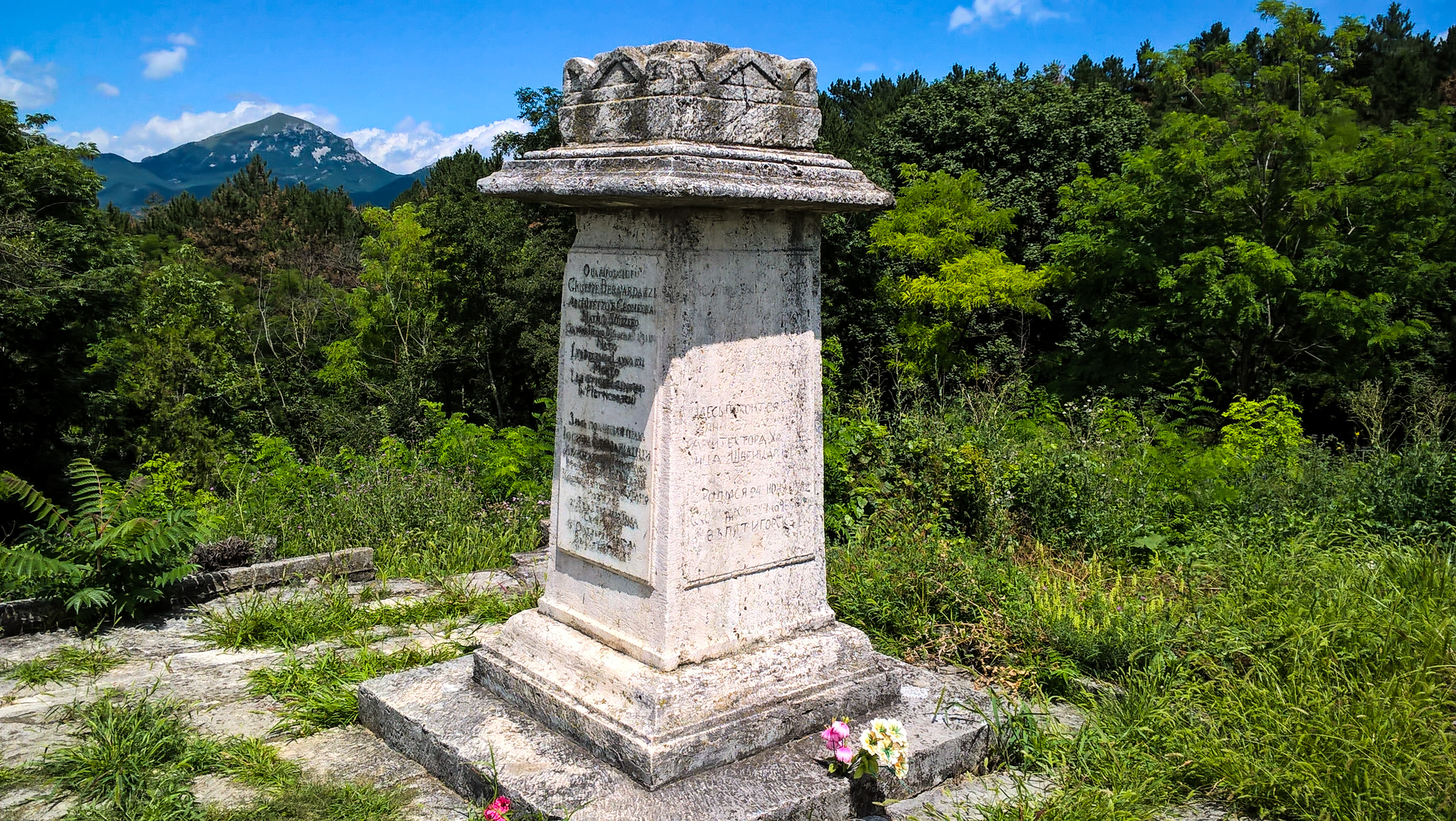
ベルナダッツィ兄弟の墓所
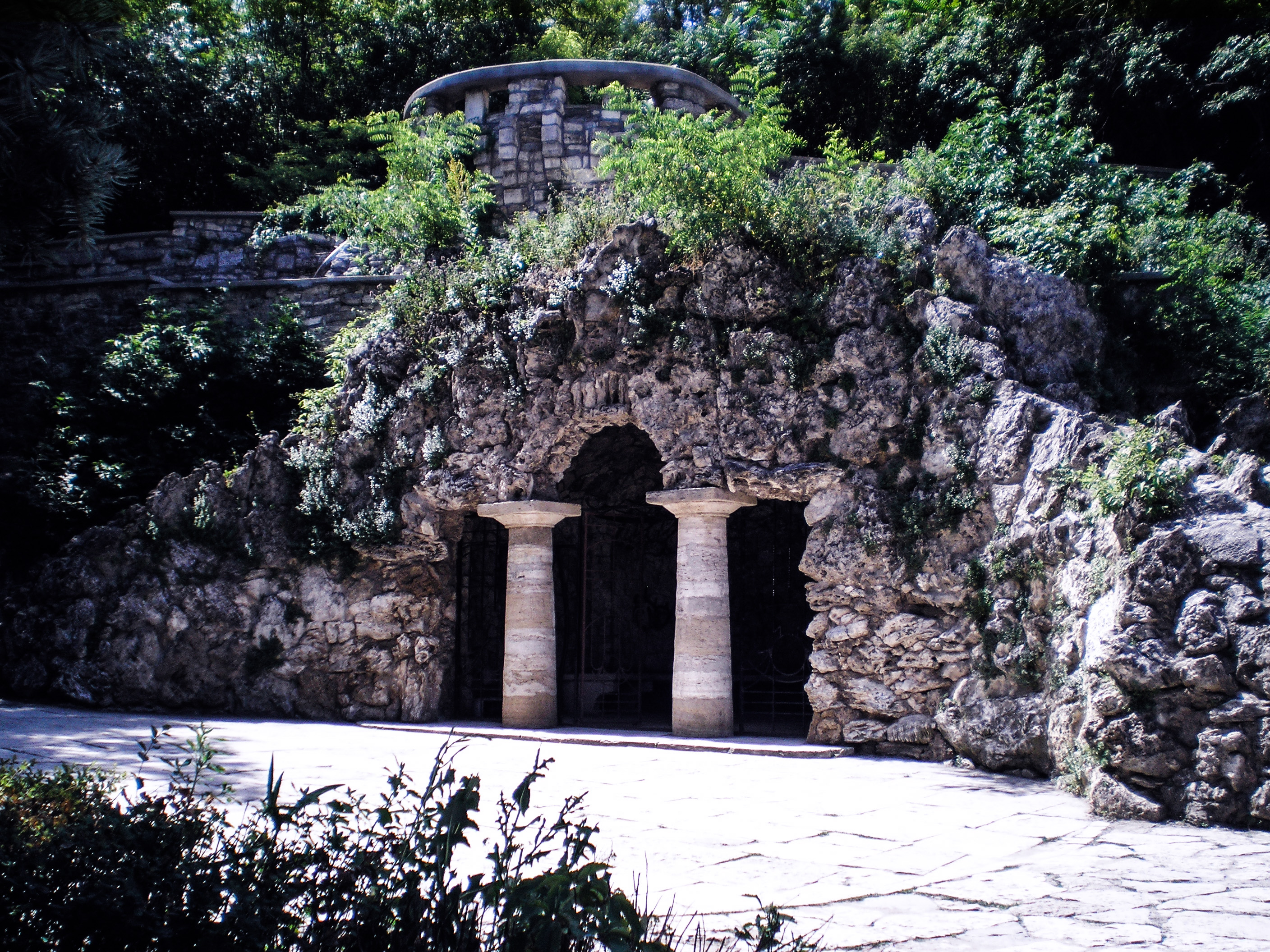
ディアナ洞窟
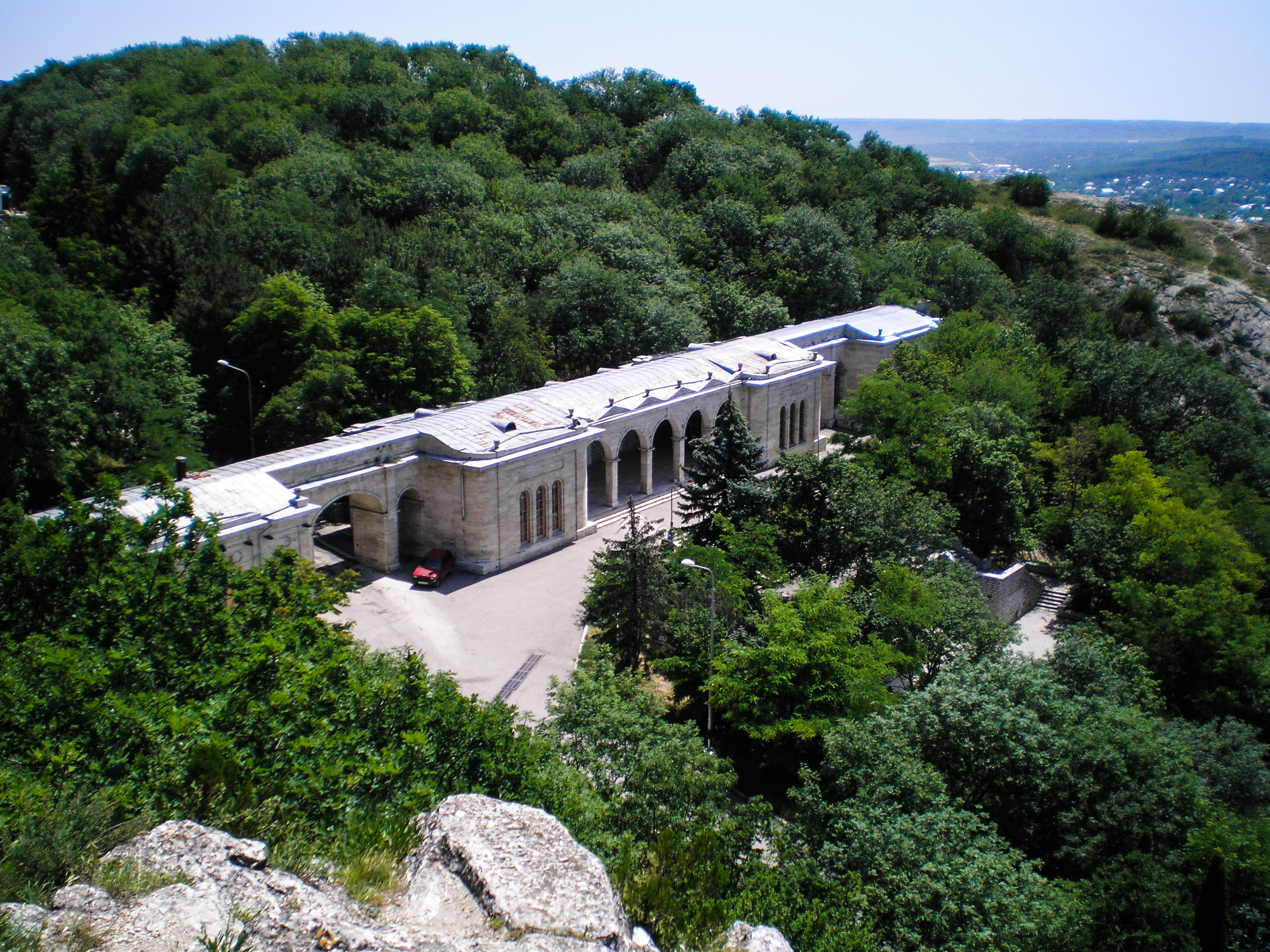
ギャラリー
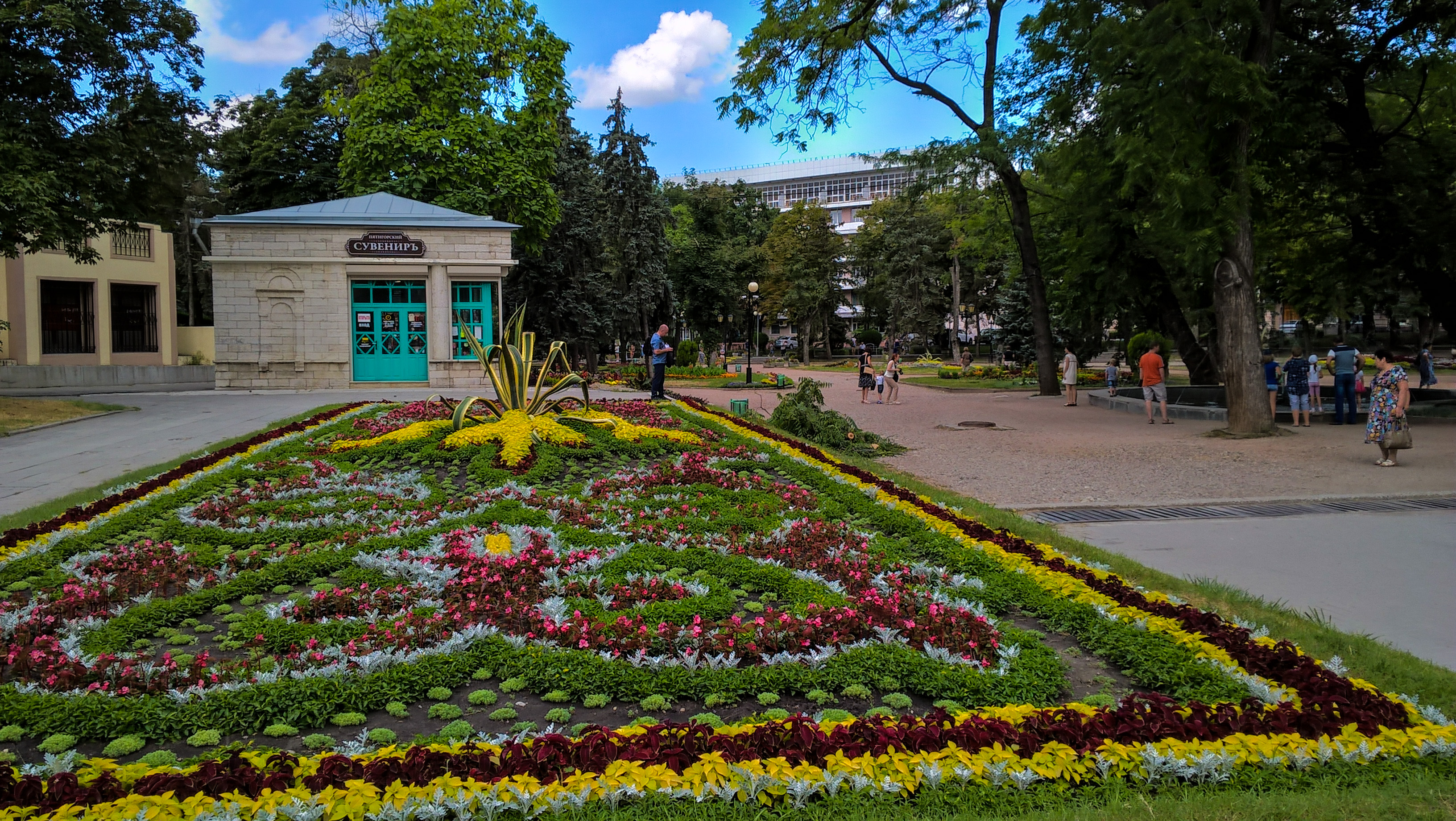
フラワーガーデン
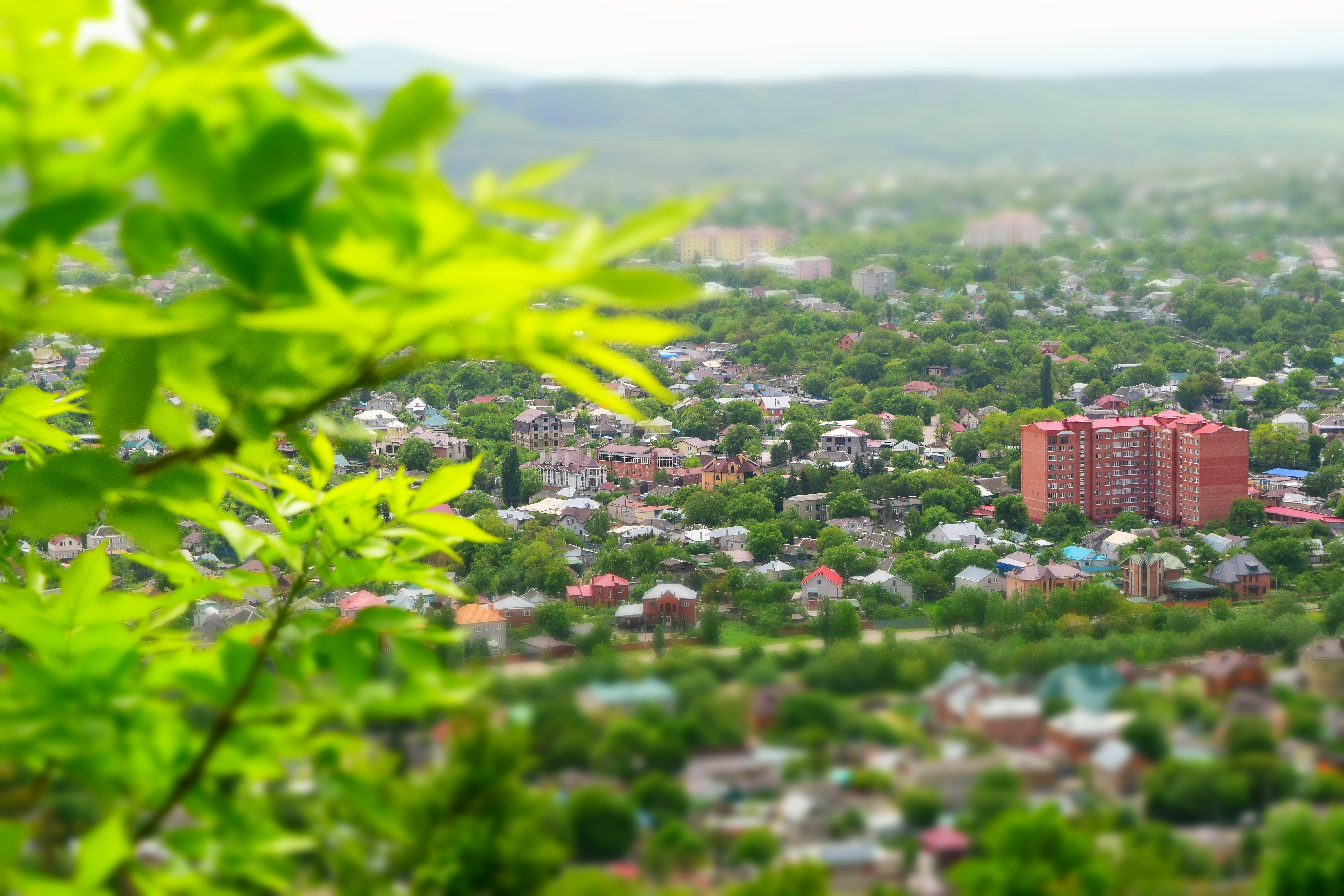
マシュク山から見下ろしたピャチゴルスク市街
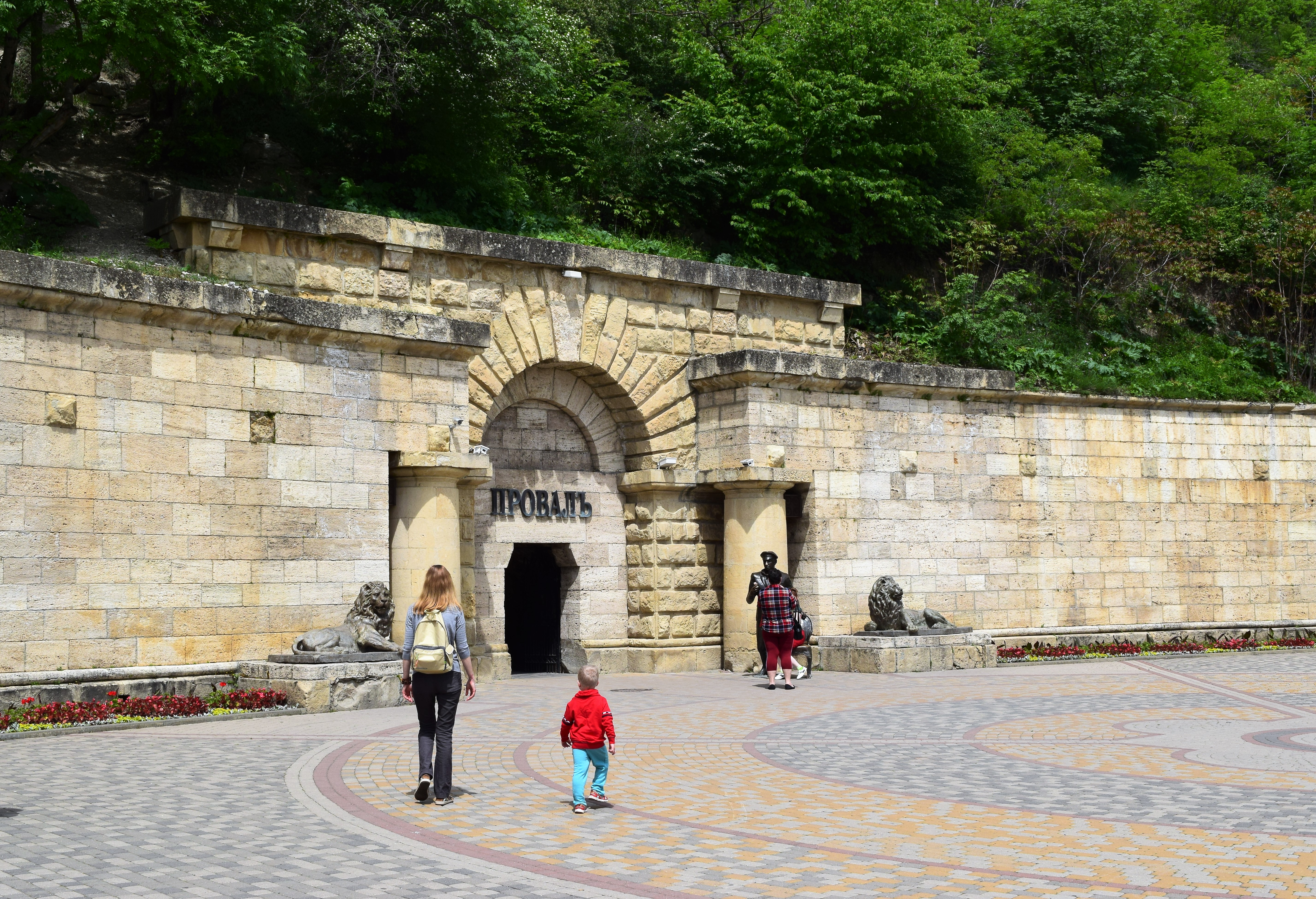
プロワル湖へのトンネル

## 姉妹都市
- ダビューク、アメリカ合衆国
- コーチ、インド
- パナギュリシテ、ブルガリア
- トリカラ、ギリシャ
- en:Hévíz、ハンガリー
- en:Schwerte、ドイツ